# Hirschfeldia
Hirschfeldia là chi thực vật có hoa trong họ Cải.